# VIH/sida en América del Sur

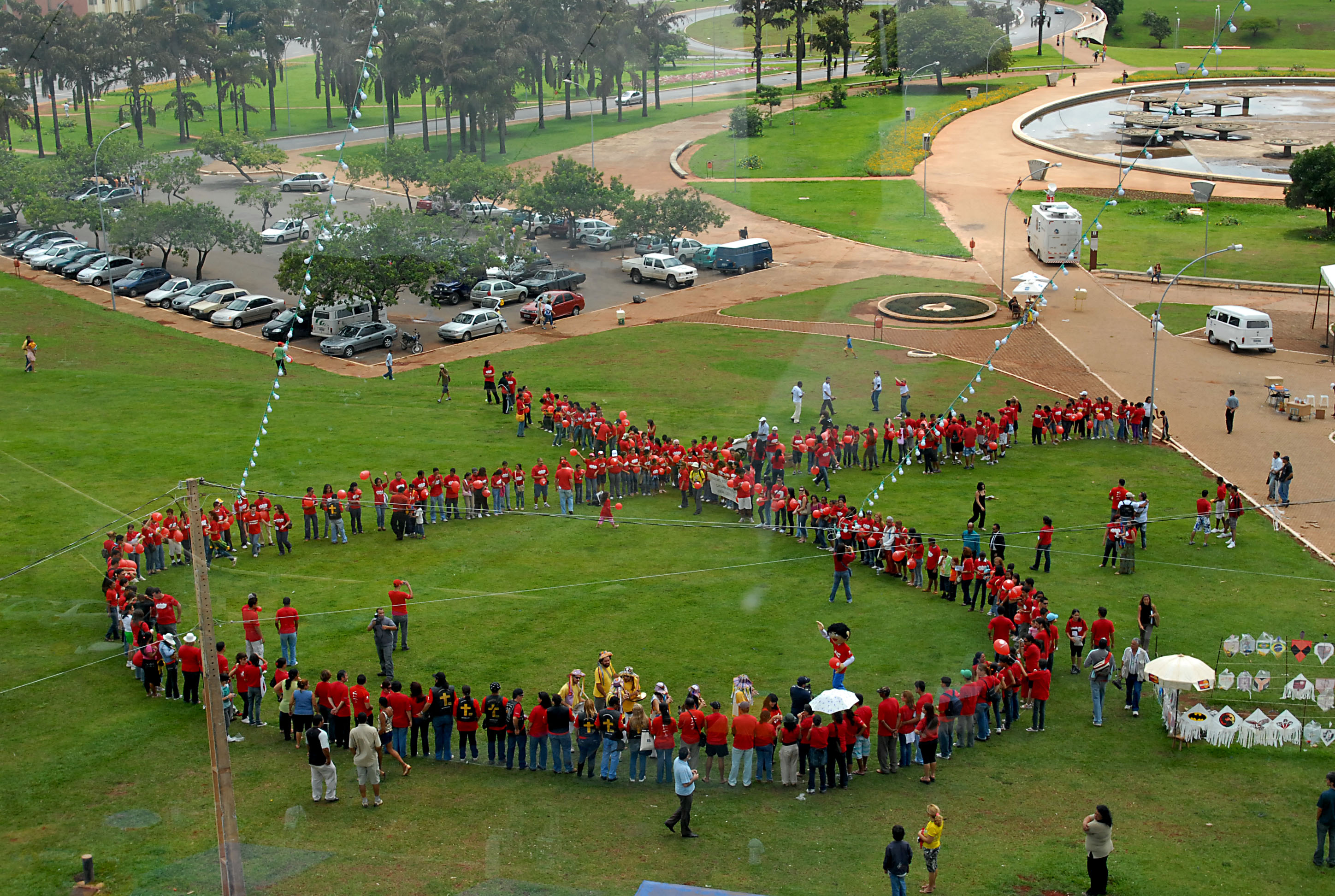
Concentración en el Día Mundial de la Lucha contra el Sida en Brasilia.

Los datos de ONUSIDA estimaron que en 2016 había 40 millones de personas con VIH/sida en todo el Mundo. Según los datos de The CIA World Factbook, hasta el 1 de enero de 2018, hay 1.417.400 personas que viven con VIH/sida en América del Sur.
Debido al número de su población, Brasil es el país con más seropositivos con 830.000 personas. Para abril de 2018 es Chile el país con más contagios. Mientras que las Islas Malvinas son el único territorio donde no se detectaron casos.
El mayor problema de la región es la discriminación contra personas con VIH/SIDA en los países menos desarrollados. Esto se debe a la ignorancia sobre la enfermedad, con premisas desactualizadas (hasta tener creencias de los años 1980) y a la alta población religiosa que es influenciada con proposiciones equivocadas.

## Historia
Los primeros casos se registraron en Argentina y Brasil durante 1982. En la actualidad, la principal vía de contagio son las relaciones sexuales sin preservativo y el principal grupo afectado son los heterosexuales.
La Sociedad Internacional de SIDA estuvo presidida por dos argentinos entre 2006 y 2010; los médicos Pedro Cahn y Julio Montaner. Sin embargo la Conferencia Internacional sobre el Sida nunca se realizó en el continente.
El OraQuick llegó a la región en junio de 2017, siendo Brasil el primer país en venderlo.

## Situación por país
Datos de The CIA World Factbook hasta el 1 de enero de 2018.
| País      | Personas seropositivas | Lo desconocen |
| --------- | ---------------------- | ------------- |
| Argentina | 120.000                | 50%           |
| Bolivia   | 19.000                 | ?%            |
| Brasil    | 830.000                | ?%            |
| Chile     | 61.000                 | ?%            |
| Colombia  | 120.000                | ?%            |
| Ecuador   | 33.000                 | ?%            |
| Guyana    | 8.500                  | ?%            |
| Paraguay  | 19.000                 | ?%            |
| Perú      | 70.000                 | ?%            |
| Surinam   | 4.900                  | ?%            |
| Uruguay   | 12.000                 | ?%            |
| Venezuela | 120.000                | ?%            |

### Argentina
La epidemia de VIH/sida en Argentina es considerada al 2012 una epidemia concentrada.[cita requerida]
La prevalencia del virus de la inmunodeficiencia humana (VIH) en la población general es menor al 1 %, en algunos grupos este porcentaje llega al 6 % y en otros hay mayor incidencia. Considerando la totalidad del país, el 70 % de los casos se concentra en la provincia de Buenos Aires, en la ciudad de Buenos Aires, en Santa Fe y en Córdoba.
Según datos del  Ministerio de Salud de la Nación, a 2016 en Argentina se notifican 6000 nuevos casos de VIH por año; 6.500 diagnósticos y 1.400 muertes, en total 126 mil personas viven con VIH en Argentina, permaneciendo la epidemia amesetada.
En diciembre de 2017 un proyecto de ley que actualizaba a la Ley de Sida de 1995, perdió estado parlamentario por no ser tratado en las sesiones ordinarias.

### Brasil
El VIH/sida tuvo su primer caso identificado en 1982. Las tasas de infección aumentaron de manera exponencial a lo largo de la década de 1980, y en 1990 el Banco Mundial predijo, unos 1 200 000 casos para el año 2000, aproximadamente el doble de la cantidad real que informó más tarde el Ministerio de Salud de Brasil y la mayoría de las organizaciones internacionales.

### Colombia
La epidemia del VIH/sida en Colombia es considerada una epidemia de baja intensidad en este país de América. En la actualidad, 120.000 personas viven con la enfermedad en el país. El índice de casos es menor (0,4%) en comparación con otros países de la región como Brasil o Argentina, pese a que los casos van en aumento. 

### Perú
Se considera que el VIH/sida en el Perú ha alcanzado el nivel de una epidemia concentrada. Según una encuesta poblacional llevada a cabo en el Perú en las 24 ciudades más grandes en 2002, la prevalencia del VIH se estima en menos del 1 % para adultos (0,6 % entre las mujeres embarazadas, el 0,4 % entre los hombres y un 0,1 % entre las mujeres). La encuesta demostró que los casos se encuentran distribuidos en el país, afectando en su mayoría a jóvenes entre las edades de 25 y 34 años. En septiembre de 2007, el número registrado de personas infectadas con el VIH era 29 771, y hubo 20 110 casos de sida (Ministerio de Salud, 2007]).